# Янинско езеро
Янинското езеро (на гръцки: Ιωαννίνων), Памвотис (на гръцки: Παμβώτις или на гръцки: Παμβώτιδα, Памвотида) е езерото на град Янина с едноименния янински остров.
На западния бряг на езерото се намира град Янина, а на северния – Перама. То е безотточно. В езерото има малък остров, който е голямата атракция на града и на цял Османски Епир. На острова се е намирала резиденцията на Али паша Янински, която днес е музей.
Езерото с острова е символ на град Янина. Отбелязано е и в световния бестселър „граф Монте Кристо“.